# Space Battleship Yamato
Space Battleship Yamato (宇宙戦艦ヤマト Uchū Senkan Yamato?), también conocida como Cosmoship Yamato o más correctamente como Acorazado Espacial Yamato es una serie de animación japonesa de ciencia ficción acerca de una nave de igual nombre. También es conocida en países angloparlantes como Space Cruiser Yamato; la serie tuvo una versión muy editada y doblada al inglés, la cual fue transmitida en Norteamérica y Australia con el nombre Star Blazers. Las primeras dos temporadas de esta versión fueron retransmitidas en Grecia de 1981 a 1982 con el nombre Διαστημόπλοιο Αργώ ("Nave Espacial Argo"). También se retransmitió una versión doblada al italiano bajo el nombre Star Blazers en Italia y una versión doblada al portugués fue exitosamente retransmitida en Brasil bajo el nombre Patrulha Estelar ("Patrulla Estelar"). En España se le conoce como Estrellas Luminosas y en Hispanoamérica como Nave Espacial (exceptuando Argentina donde es conocida como "Viaje a la Última Galaxia") doblándose solo la primera serie de 26 episodios. Los personajes recibieron cambios de nombres y la nave pasó a ser llamada "Intrépido".
Battleship Yamato es una de las series más prolíficas en la historia de la animación Japonesa, ya que esta marcó un giro hacia trabajos más complejos y serios como Mobile Suit Gundam, Neon Genesis Evangelion o Super Dimensional Fortress Macross. El famoso animador, director y creador de anime Hideaki Anno ha calificado a Yamato como su serie favorita pues despertó en él su interés por el anime.
Yamato fue la primera serie de anime o película en ganar el Premio Seiun, una hazaña que no se repitió hasta 1985 con Nausicaä del Valle del Viento.

## Argumento
La historia transcurre en un futuro distópico, en el cual en el año 2199 la Tierra fue bombardeada de manera masiva con asteroides radiactivos por el planeta Gamilus, por lo que la humanidad se encuentra en peligro de extinción. En un puesto de avanzada, en la órbita de Marte, los cadetes Kodai Susumu y Shima Daisuke encuentran una nave espacial accidentada en la cual se encuentra un mensaje de Starsha, reina del planeta Iscandar, que ofrece su ayuda a los terrestres enviándoles un plano para la construcción de un motor que les permitirá viajar más rápido que la luz y así poder alcanzar, en menos de 1 año, el sistema Sunzar, donde está el planeta Iscandar. Allí les facilitará el limpiador de cosmos, el cual eliminará la radiación de la Tierra y restaurará el planeta en muy poco tiempo. Lo que se decide es instalar el motor de ondas en el modificado acorazado Yamato, en el cual su tripulación se embarca en un viaje por el cosmos con el fin de salvar a la Tierra mientras se enfrentan constantemente a los gamilianos.

## Historia y desarrollo

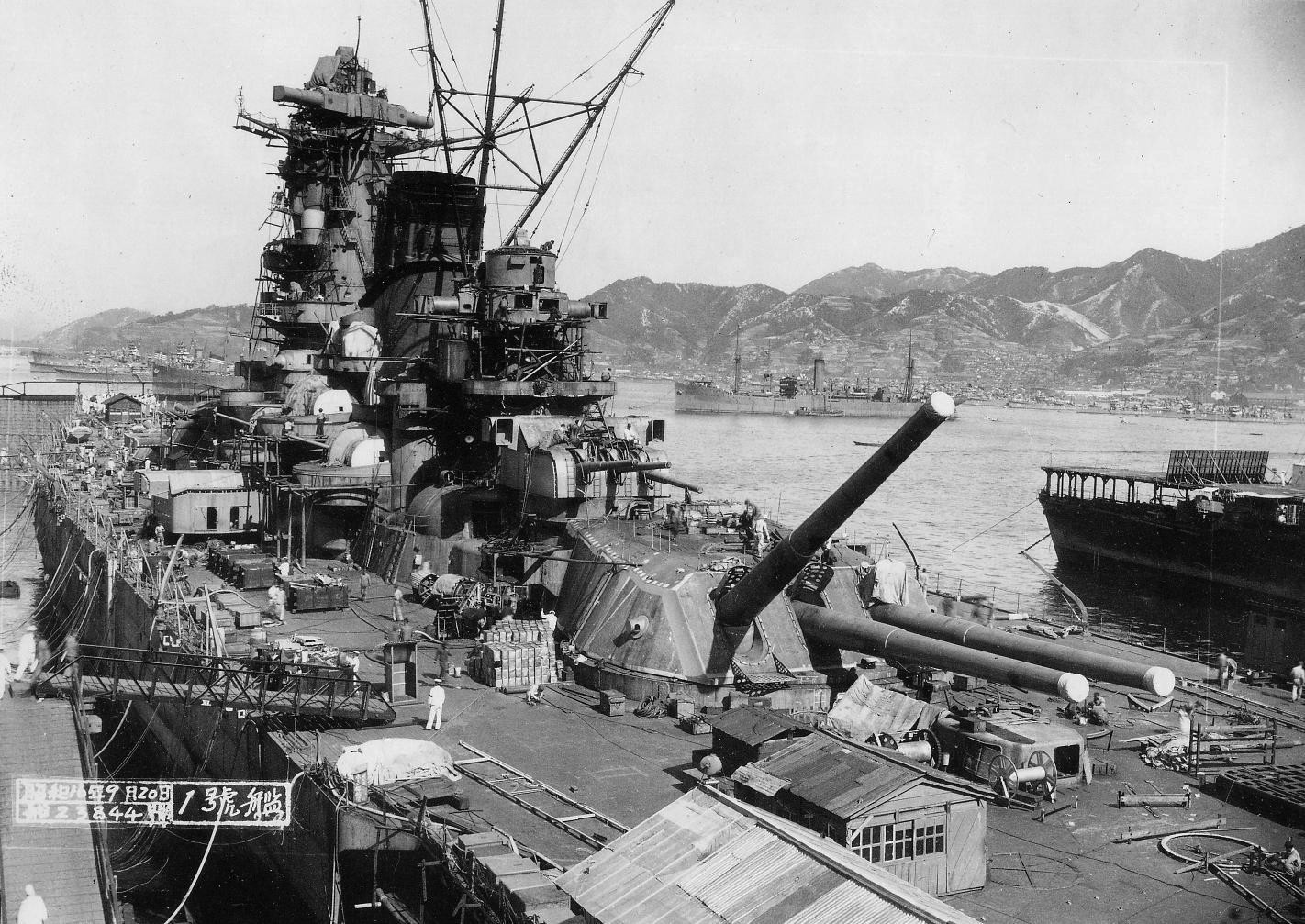
El acorazado Yamato original, enorme y mítico barco del Japón, hundido en la Segunda Guerra Mundial.

La animación japonesa en sus principios solo fue concebida para entretener a un público infantil[cita requerida]. Tal fue el caso en la década de los 60, donde se destacaban Meteoro, Kimba, Iron Man 28 o Astro Boy, que en síntesis eran series con temáticas relativamente simples y para públicos de edad no superior a 12 años, y en los años 70 la destacada sería Mazinger Z que fue el gran hito de las series de robots. 
Sin embargo la situación de la animación cambiaría radicalmente al estrenarse la serie "Uchū Senkan Yamato" en 1974, siendo creada y concebida enteramente por aquellos años en la mente de Leiji Matsumoto, quien había empezado dibujando mangas en el año 1953, sin embargo hasta 1965 usó su verdadero nombre: Akira Matsumoto y después del 65 comenzó a autodenominarse Leiji Matsumoto que en la lengua japonesa significa el "guerrero cero".
Matsumoto quiso cambiar radicalmente de rumbo en cuanto a guiones y así partió con un proyecto a partir de la idea original de Yoshinobu Nishizaki, a la que Matsumoto, con sus grandes aportes, logró plasmarle la esencia característica del género denominado ópera espacial, incorporando por primera vez un romance real entre los protagonistas, Kodai Susumu y Mori Yuki. 
Así, Yamato comienza a emitirse el 6 de octubre de 1974 y duraría su emisión hasta el 30 de marzo de 1975 con 26 capítulos emitidos (originalmente se habían planeado 39) que por costos y presupuestos apretados aparte de una audiencia no muy alta (compitió directamente con Heidi la cual marcó uno de los índices de audiencia más altos de la época) hicieron que no fuera la más popular de aquellos años, sin embargo el no éxito de Yamato fue revertido por la audiencia fiel que despertó en estudiantes que finalizaban sus estudios secundarios, universitarios y de posgrado que en realidad marcaron los más altos grupos objetivos que la vieron, siendo las mujeres sus más fieles y numerosas seguidoras.[cita requerida]
En cuanto al diseño mismo de la nave la cual es en realidad la modificación del acorazado de guerra más poderoso del Japón y del mundo en la Segunda Guerra Mundial, suponen un ambiente místico que rodeo a este barco y el significado que tuvo para los japoneses. El diseñador del Yamato, Kazutaka Miyatake, conservó prácticamente intacta la forma del acorazado original, salvo las obvias modificaciones al incorporar los motores de reacción y el hadoo hoo en la parte delantera que era el cañón de ondas que disparaba la nave y su más poderosa arma.
Después de que el éxito de Yamato calara fondo en la conciencia de la gente, se decidió hacer una compilación de los 26 capítulos en una especie de serie recopilatoria de 130 minutos que se estrenó el 6 de agosto de 1977, siendo esto fue lo que catapulto el éxito total de la serie[cita requerida], y que llevó a los productores a desarrollar una película, la cual se demoró casi 2 años en hacerse desde que se desarrolló hasta que fue lanzada, y se estrenó el 5 de agosto de 1978, la cual sería la que finalizaría la serie y se le llamó Saraba Uchū Senkan Yamato: Ai no senshitachi (さらば宇宙戦艦ヤマト 愛の戦士たち; Adiós acorazado espacial Yamato: Soldados del amor). Esta rompió récord de audiencia y fue tal el nivel alcanzado por ella que a aquel año se le denominó el año de Yamato y adicionalmente a esto podemos agregar que la canción del inicio, interpretada por el popular Isao Sasaki, llegó a denominase el segundo himno nacional japonés convirtiéndolo a él en un icono nacional. Igualmente fue de mucho éxito la canción final interpretada por Kenji Sawada. Tal éxito hizo que se desarrollase una segunda temporada, que se estrenó el mismo año, desde el 14 de octubre al 7 de abril de 1977, llamada Uchū Senkan Yamato II. Esta se basó literalmente en la película, sin embargo se le cambió el final (la película acabó con más del 70% de los protagonistas, en la que incluso el mismo Kodai y Yuki mueren heroicamente al lanzar al Yamato contra la nave principal de las fuerzas del imperio del cometa), esta también tuvo una duración de 26 capítulos.
Luego del término de la segunda temporada de Yamato, los fanes de la serie exigieron que se desarrollase más material del mismo, por esto Matsumoto decide sacar al aire una segunda película pero para televisión denominada Uchū Senkan Yamato: aratana tabidachi (acorazado espacial Yamato el nuevo viaje), la cual se estrenó el 31 de julio de 1979 con una duración de 90 minutos; la que fue muy exitosa también aunque no tanto como su predecesora.
Siguiendo con el éxito de todas las secuelas se decide poner nuevamente una película al aire. Esta ve la luz el 2 de agosto de 1980 y se le denomina uchuu senkan Yamato eien ni (por siempre acorazado espacial Yamato), la cual tomó el nombre de una exitosa radionovela de la serie transmitida un tiempo antes y que fue muy popular también. Esta última tuvo una duración de 145 minutos.
Después de este literal éxito de todas las sagas de la serie y sus películas..,.Se decide continuar con una tercera temporada “Uchū Senkan Yamato III”; sin embargo el éxito de esta última fue más bien discreto y no cautivo tanto como las otras 2 anteriores por lo cual se redujo de 52 episodios planeados a solo 25 y fue trasmitida entre el 11 de octubre de 1980 y el 4 de abril del 81, este hecho fue el que decidió terminar la serie de manera definitiva. Para este caso Leiji Matsumoto y Yoshinobu Nishizaki planean el final de la saga del Yamato en una última y espectacular película la cual tardó 3 años en desarrollarse. Incluía una animación soberbia para aquel año, además de todos los aspectos técnicos mejorados, diseños de personajes geniales y una de las más preciosas obras de música creada por el famoso compositor Hiroshi Miyagawa, el cual compuso toda la música desde el principio hasta el final del universo Yamato:…uchuu senkan Yamato kanketsu hen (Acorazado espacial Yamato: el capítulo final) se estrenó el 19 de marzo de 1983 batiendo récords de audiencia y finalizando con ella definitivamente la saga de la serie.

## Elenco y personajes
La serie generalmente involucra temas de valientes sacrificios, nobles enemigos y el respeto a los héroes perdidos en el cumplimiento del deber. Esto se puede ver ya en el segundo episodio de la primera temporada, que narra la derrota del original acorazado Yamato mientras los marineros y pilotos de ambos lados saludo mientras ella se hunde (esta escena fue cortada del doblaje en inglés, pero más tarde se incluyó en el lanzamiento en DVD). Las películas pasan mucho tiempo mostrando los monumentos recordando la valentía de sus camaradas caídos. Desslar, el enemigo derrotado en la primera temporada y se fue sin un hogar o de un pueblo, reconoce que sus enemigos están luchando por las mismas cosas que luchó y, con el tiempo, se convierte en el aliado más importante de la Tierra.

## Serialización en televisión y películas

### Anime
La segunda serie, Crucero Espacial Yamato II (宇宙戦艦ヤマトII ({{{2}}}?)), es la continuación en televisión de la serie Yamato, en la que amplía la idea de la película y literalmente la deja en un universo alterno, pero mantiene gran parte del guion añadiéndole nuevas aventuras y otro final, al poseer una mayor duración, dicha serie permite ampliar muchos asuntos de la historia, de como Dessler sobrevive, y dedicar algunos episodios a Teresa, la mujer con un poder mental inmenso y llena de anti materia, aunque de carne y hueso. Aparte, se da mayor atención a la flota de la tierra y a su nave insignia el Andrómeda, de la que Ijikata es el capitán, a diferencia de la película en la cual tomó el papel del capitán del Yamato. Aquí podemos ver a Kodai comandando el Yamato y comprometido al igual que en la película con Yuki.
La Tercera serie Crucero Espacial Yamato III (Uchuu Senkan Yamato III (宇宙戦艦ヤマトIII?))
Es el año 2203, y un misil destructor de planeta sin rumbo y por un accidente ha chocando contra el sol, lo cual ha causado un aumento peligroso de la fusión nuclear que amenaza con destruir el sistema solar entero en un año aproximadamente. Una nueva misión es requerida y se le encomienda al legendario acorazado espacial Yamato el que se lanza al espacio otra vez para encontrar un nuevo planeta para la raza humana. Aquí podemos ver a los personajes originales acompañados de nuevos reclutas quienes están expectantes por nuevas aventuras y desafíos.

### Películas
- Adiós acorazado espacial Yamato: soldados del amor (Saraba Uchuu Senkan Yamato: Ai no Senshitachi (宇宙戦艦ヤマト?))

La primera película de la serie, fue estrenada el 5 de agosto de 1978, fue concebida originalmente para ponerle fin a la serie animada Uchuu Senkan Yamato, siendo un referente para el género de la ópera espacial, y es clasificada por algunos como una de las más dramáticas obras de Leiji Matsumoto.
- Crucero Espacial Yamato: Un Nuevo Viaje (Uchuu Senkan Yamato Aratana Tabidachi (宇宙戦艦ヤマト 新たなる旅立ち?))

Se sitúa directamente después de los hechos del final de la segunda temporada en el año 2201, en donde el Yamato ha tomado a nuevos miembros para su tripulación después de su batalla devastadora con el Imperio del Cometa. Poco después emprenden un viaje de entrenamiento para los nuevos reclutas. Con la Guerra de Imperio del Cometa ya en el pasado, la tripulación del Yamato espera con impaciencia un brillante futuro. Dessler, también está listo para un nuevo comienzo con los remanentes de su Imperio Gamilus. Pero otras fuerzas han llegado para interrumpir esta paz... y pronto el universo otra vez será sacudido por los vientos de la guerra. Desconocido para Dessler, el Imperio de la Estrella Negra ha invadido su antiguo hogar y lo destruye para abastecer de combustible su maquinaria de guerra. Dessler queda impactado cuando este hecho conduce no solo a la destrucción de Gamilus, sino también al inminente fin del Planeta Iscandar, el cual está siendo atraído hacia el profundo espacio, donde se encuentra la reina Starsha y Mamoru, llevándolos inevitablemente a su muerte; estos acontecimientos llegan a oídos del Yamato el cual se lanza rápidamente al rescate; aunque Dessler y la alianza terrestre se unen momentáneamente, el poder abrumador de la Estrella Negra trae una lucha terrible y sangrienta, la que solo puede ser rota por un espectacular acto de amor y sacrificio.
- Yamato por siempre (Uchuu Senkan Yamato Eien Ni (ヤマトよ永遠に?))

Es la tercera película de la serie, y sigue la saga de la tripulación del Yamato contra las fuerzas del Imperio de la estrella negra. Luego de un ataque sorpresa al planeta tierra, parte de la tripulación del Yamato despega desesperadamente en un intento por alcanzar la nave y poder enfrentar batalla. En su huida, Yuki queda atrás y es tomada prisionera por uno de los generales más poderosos, entretanto; Kodai, Shima, Sanada y todos los demás, junto con Sasha; la hija de Mamoru y Starsha, quien para los hechos se ha hecho adulta de manera acelerada por la sangre Iscandariana que posee, intentan rescatar a la tierra de las garras de sus enemigos en una misión que los lleva al corazón mismo de su imperio y planeta madre, con la sorpresa que han hecho un salto al futuro en 200 años a un punto del tiempo donde la Tierra ha sido derrotada. Rechazando rendirse, el equipo emprende una misión de viajar nuevamente atrás en el tiempo en una chance de cambiar la historia.
- Crucero espacial Yamato: El capítulo final (Uchuu Senkan Yamato Kanketsu-hen (宇宙戦艦ヤマト・完結編?))

Es la última película de la serie animada Yamato, y transcurre el año 2203, no mucho después de que la Federación Bolar fue derrotada por el Imperio de Gamilus, Una distorsión sub-espacial dimensional ha provocado que una distante galaxia roja sea reubicada en curso de colisión con la Vía Láctea. Las estrellas y los planetas chocan ente si, destruyendo el planeta hogar de los gamilianos; La federación envía al Yamato a investigar, pero cuando llegan a Gamilus, solo encuentran el palacio de Dessler en ruinas. Mientras presentan su pésame, arrojando rosas blancas sobre la superficie del planeta, un enorme planeta rojo se estrella con él, obligando al Yamato a escapar en un inmediato e incalculado warp, el cual los arroja cerca de un planeta que está siendo inundado por un misterioso planeta de agua, Kodai decide rescatar a los supervivientes, pero son golpeados por una ola gigante y deben escapar, sin embargo son atacados por una fuerza misteriosa que los toma por sorpresa.

### Película de 2010
Cuenta con serias y notables diferencias a la animación original, ya que su trama se reduce al resumir los episodios de la primera serie animada en un espacio de algo más de 1 hora, cortando hasta a personajes que tuvieran gran trascendencia en su trama original. Muchas de las escenas de la misma se produjeron mediante animaciones computarizadas en 3D y efectos de maquetería, todo para reducir los costos finales de la producción.
En el casting de actores, Erika Sawajiri estaba originalmente electa por los productores para que tomase el papel de la heroína Yuki Mori, pero fue reemplazada por Meisa Kuroki.
La cadena Toho exhibió por primera vez la película el 1 de diciembre de 2010, en 440 de sus teatros en Japón.

## Elenco de voces
Este el elenco de actores de voz que fueron incorporados y que pertenecieron al ánime original en algún momoento.
- Kenichi Ogata - como Analyzer, robot asistente de Susumu Kodai.
- Masatō Ibu - como Dessler, líder del "lado oscuro" de los Gamilas.
- Miyuki Ueda - como Iskandar, originalmente sería nombrada como en el carácter principal, Starsha, la líder del bando de "los buenos" de los Gamilas.
- Isao Sasaki - como el narrador de la historia.